# همة في ملاعب السلة
همّة في ملاعب السلّة (بالإنجليزية: Hustle)‏ هو فيلم درامي كوميدي رياضي أمريكي من إخراج جيريمايا زاغار، من سيناريو من تأليف تايلور ماتيرن وويل فيترز. الفيلم من بطولة آدم ساندلر وكوين لطيفة وبن فوستر وروبرت دوفال.
من المقرر إصدار الفيلم في 10 يونيو 2022 بواسطة نتفليكس.